# 커밀 앤더슨
커밀 앤더슨(영어: Camille Anderson, 1977년 3월 12일 ~ )은 미국의 배우이다.

## 출연 작품
- 라스베가스 (2003)
- WWE 로우 이즈 워 (1997)